# Дубовая (Винницкая область)
Дубо́вая (укр. Дубова) — село на Украине, находится в Жмеринском районе Винницкой области.
Код КОАТУУ — 0521080803. Население по переписи 2001 года составляет 643 человека. Почтовый индекс — 23110. Телефонный код — 4332.
Занимает площадь 1,87 км².

## Адрес местного совета
23110, Винницкая область, Жмеринский р-н, с. Дубовая, ул. Ленина, 25